# شورش طبرستان
شورش طبرستان یا قیام عمومی طبرستان به آن دسته از شورش‌ها و نبردهای مردم طبرستان و مناطق پیرامون آن اشاره دارد که به رهبری اسپهبدان این سرزمین از سال ۱۶۸ هجری قمری تا ۱۸۹ هجری، علیه عباسیان رخ دادند.
چندین سال پس از خودکشی اسپهبد خورشید و انقراض گاوبارگان (حدود سال ۱۴۲ هجری)، با بالا رفتن نارضایتی‌ها از عمال خلیفه‌های عباسی، مردم به اسپهبد قارنوندیان، ونداد هرمز، رجوع کردند و از او خواستند تا رهبریشان را برای قیام برعهده گیرد. وی پس از مشورت با دیگر اسپهبدان، از دودمان‌های پادوسپانیان، باوندیان و مصمغان، این درخواست را پذیرفت. از این پس شروین باوندی چون پادشاه طبرستان بود و ونداد هرمز قارنوندی سپهسالاری او را می‌کرد. آن‌ها در روزی از پیش مشخص شده، شورش بزرگی علیه خلافت عباسی برپا کردند و مردم طبرستان و رویان در این روز پادگان‌ها را فتح نمودند و نظامیان عرب را به قتل رساندند. مورخان از این روز به عنوان «روزی که طبرستان از عمال خلیفه خالی شد» یاد می‌کنند و از کشته شدن ۲۰٬۰۰۰ نفر خبر می‌دهند.
پس از قتل‌عام مسلمانان و نایبان خلیفه در طبرستان، خلافت عباسی سلسله نبردهایی برای بازپس‌گیری طبرستان آغاز کرد. خلیفه مهدی عباسی خواستار مرگ ونداد هرمز و آوردن سر او به بغداد، پایتخت خلافت، بود؛ ولی هیچ‌کدام از سردارانش موفق به این کار نشدند و سرانجام ولیعهد او، هادی عباسی، توانست با اعلان آتش‌بس و انعقاد پیمانی، ونداد هرمز را همراه با خود به بغداد ببرد. در طول این مسیر بود که مهدی عباسی درگذشت و هادی به مقام خلافت رسید. ونداد هرمز تا اواخر حکومت هادی در بغداد ماند، ولی نهایتاً به طبرستان بازگشت و دور تازه‌ای از قیام طبرستان آغاز شد. سرانجام در دوران خلافت هارون‌الرشید، با حضور شاهزادگان طبرستان به عنوان گروگان در بغداد، در سال ۱۸۹ هجری، شورش‌های طبرستان به صورت کامل متوقف شدند.
پس از اقدامات هارون‌الرشید اوضاع آرام شد و در زمان مأمون طبرستان تحت امر طاهریان درآمد؛ ولی چندی نگذشت که اسپهبد وقت قارنوندیان، مازیار، علم شورش برپا کرد و به جنگ علیه خلافت و امیران طاهری پرداخت. اما مازیار هم نهایتاً شکست خورد و اعدام شد. پس از شکست‌های پیاپی اسپهبدان، مردم طبرستان به شورشیان علوی مهاجر روی آوردند و در اتحاد با داعی کبیر، دولت شیعی علویان طبرستان را ساختند.

## زمینه‌ها
پس از حمله اعراب به ایران، بیش‌تر مناطق ایرانشهر به دست مسلمانان افتاد. فاتحان مسلمان نسبت به اهالی زرتشتی منطقه تبعیض و آزار روا داشته و زرتشتیان برای حضور در قلمروهای اسلامی، مجبور به پرداخت جزیه بودند. اما در میان ولایات سابق شاهنشاهی ساسانی، مناطق سواحل جنوبی دریای خزر، در برابر حمله عرب‌ها و نفوذ اسلام، سرسختانه ایستادگی کردند. این مناطق در پناه کوه‌های بلند البرز، در برابر حملهٔ سپاه بزرگ عرب‌ها به‌هنگام پیشروی به‌سوی خراسان، جان به‌در بردند. در آن هنگام طبرستان پیشرفته‌ترین و پرجمعیت‌ترین ولایت از ولایات ساحلی دریای خزر، تحت حکومت سلسله‌ای از اسپهبدان به‌نام دابویگان بود. در آن هنگام، دودمان‌های دیگری  نیز در طبرستان حاکمیت داشتند. حضور این سلسله‌ها گواه آن است که شاید رویدادهای طبرستان، بازتاب تلاشی بود در راستای بازسازی مراتب دستگاه دیوانسالاری بلندپایه‌تر ساسانی.
نظامیان گسیل‌شده از سوی خلفای عرب تلاش‌های بسیاری برای فتح طبرستان انجام دادند که هیچ‌کدام موفقیت‌آمیز نبود و دودمان گاوبارگان در پاسداری از مرزهای خود کمابیش پیروزمندانه با عرب‌ها مقابله می‌کردند. تا این که در حدود سال ۱۴۲ هجری، آخرین فرمانروای گاوبارگان، اسپهبد خورشید، از سپاهیان خلافت عباسی در جنگی که بینشان رخ داد، شکست خورد و پس از آن که سرزمینش به دست آن‌ها افتاد، خودکشی کرد. گرچه مرگ اسپهبد خورشید موجب شد عباسیان بر مناطق جلگه‌ای طبرستان چیره شوند و نایبان خلیفه بتوانند به تبلیغ دین اسلام و جمع‌آوری مالیات پردازند، ولی این بدان معنی نبود که عباسیان توانستند سراسر این سرزمین را تصرف کنند؛ چنان‌که اسپهبدان قارنوندی، باوندی و پادوسبانی همچنان در مناطق کوهستانی طبرستان و رویان به فرمانروایی خویش ادامه می‌دادند.
در نخستین دهه‌های پس از فتح، تغییر آیین و گرویدن به اسلام روند کندی داشت و به خصوص در مناطق روستایی، اکثریت ساکنان را زرتشتیان تشکیل می‌دادند و تازه مسلمان‌های بومی و اعراب به صورت جوامعی پراکنده در میان این اکثریت زندگی می‌کردند. اعراب بنا بر رسوم خود، پس از پیروزی در جنگ، زنان و فرزندان رقیب را به اسارت گرفته و همچون غنائم با آنان رفتار می‌کردند. آن‌ها در نبرد علیه اسپهبد خورشید نیز همسر و فرزندان او را اسیر گرفته و خلیفه آنان را بین درباریان تقسیم نمود و خود با یکی از همسران خورشید ازدواج کرد. این روش در میان مهاجران عربی که در طبرستان مستقر شده بودند، هم وجود داشت و زنان و دختران طبرستانی به اجبار، به نکاح عاملان خلیفه درآمدند. عده‌ای از زرتشتیان در نیمهٔ دوم قرن دوم هجری، به خاطر آزارهای فاتحان مسلمان، از ایران به هندوستان کوچیدند.

## آغاز قیام
در دوران والی بودن خالد بن برمک، او با مردم رفتار مناسب داشت و با آن‌ها مدارا می‌کرد و این موجب عدم حملهٔ اسپهبدان به آن‌ها می‌شد. اما حدود ۲۵ سال پس از مرگ اسپهبد خورشید، هنگامی که مهدی عباسی در حال مبارزه با شورش‌های علویان علیه خلافتش بود؛ عبدالحمید مضروب، امیر طبرستان از جانب وی، رسوم تازه‌ای بنا نمود، خراج را اضافه کرد و ستم و ظلم بر مردم روا داشت، که موجب نارضایتی طبری‌ها و مقدمات شورش آن‌ها شد. در زمان عبدالحمید مضروب خراج بر مردم فشار وارد می‌کرد و به گفتهٔ سنگسری، در مناطق جلگه‌ای و هموار طبرستان ۴۵ پایگاه نظامی دایر شده بود. عبدالرفیع حقیقت تعداد این پایگاه‌ها را ۵۰ مرکز ثبت کرده‌است. عده‌ای از مردم ناراضی از خلافت عباسیان، ابتدا از «امیدوار کوه» در سوادکوه، به پریم نزد اسپهبد ونداد هرمز، فرمانروای دودمان قارنوندیان، رفتند و او را به پیشوایی قیام خود برگزیدند. ونداد هرمز گفت ابتدا باید با اسپهبد دودمان باوندیان، اسپهبد شروین یکم، مشورت کند و از مصمغان ولاش بیعت بگیرد؛ اگر این مراحل به خوبی به انجام رسید، قیام ممکن است و من آن را رهبری می‌کنم.
مصمغان و شروین یکم با این درخواست موافقت کردند و با استندار شهریار یکم، استندار دودمان پادوسبانیان، نیز هم‌عهد شدند که علیه خلفای عباسی بشورند. سپس از اهالی رویان و طبرستان بیعت گرفتند و پس از بحث و تبادل نظر عمومی، قرار بر آن شد که همگی در روز مشخص و ساعت معینی علیه نایبان خلیفه قیام کنند. اتحاد دو خاندان باوندیان و قارنوندیان که در این عصر شکل گرفت تا مدت‌ها برقرار ماند. ظهیرالدین مرعشی دربارهٔ این اتحاد نوشته‌است که شروین باوندی چون پادشاه طبرستان بود و ونداد هرمز صاحب‌الجیش و سپهسالاری او را می‌کرد.

[کار] به جایی رسید که زنان شوهران از ریش گرفته، بیرون می‌آوردند و به کسان او سپرده، گردن می‌زدند.

ابن اسفندیار، تاریخ طبرستان
جلد اول، ص ۲۰۲.
در سال ۱۶۸ هجری قمری بود که قیام انجام گرفت. در شب موعود به رسم زرتشتیان آتشکده‌ها را روشن کردند و مطابق اعلامی که از قبل انجام شده‌بود، بر کوه‌ها آتش افروختند. تمام مردم منطقهٔ طبرستان از گیلان تا تمیشه، هرجا نایبان و مردمِ خلیفه را می‌دیدند، آن‌ها را می‌کشتند. مردم با هر وسیله و آلت قتّاله‌ای که تهیه‌اش ممکن بود، به عرب‌ها و عمال خلیفه حمله می‌کردند و آن‌ها را می‌کشتند تنها عرب‌ها هدف این کشتار نبودند و افراد محلی که مسلمان شده‌بودند هم به قتل رسیدند.
قشون منظم اسپهبدان نیز با رهبری ونداد هرمز و معاونت شروین یکم علیه سپاهیان عرب تاختند و پادگان‌های نظامی را که برای مقابله با شورش‌های احتمالی ساخته شده‌بودند، اشغال کردند و حدود بیست هزار نفر از نظامیان عرب را کشتند؛ به‌طوری‌که اجساد مقتولین مانع رفت و آمد در برخی راه‌ها می‌شد. همچنین به نیروهای نظامی مستقر در «هرمزآباد» (در نزدیکی آمل)، که محل استقرار نایب خلیفه در طبرستان بود، حمله کردند.
خسارات مالی و جانی فراوانی در این شورش به دستگاه خلافت وارد شد، چنان‌که تنها در رویان شش هزار، در گیلان‌آباد پانصد نفر، در ولاشجرد پانصد نفر، در سعیدآباد یک هزار نفر، در چالوس پانصد نفر و در کلارستاق پانصد نفر نیروی رزمنده کشته شدند؛ و این آمار فقط مربوط به ناحیهٔ رویان و کلار است. عبدالرفیع حقیقت این رخداد را یک «قیام ملی» و «انقلاب» می‌داند.

### رویکرد مهدی عباسی
خالد بن برمک که در ری بود، خبر شورش را به مرکز خلافت رساند. قاصدی که خبر را به دربار برد، سالم فرغانی معروف به شیطان فرغانی بود، که خلیفه به او اعتماد داشت. خلیفه مهدی عباسی، پس از شنیدن اخبار اذعان داشت که در میان فرماندهان عرب، کسی نیست که بتواند سر ونداد هرمز را برایش بیاورد. سالم فرغانی داوطلب شد تا با لشکر کافی این کار را به عهده گیرد. خلیفه پذیرفت و فرغانی را عازم نبرد کرد. در صحرای اسرم دو سپاه به مقابل یکدیگر ایستادند و ابتدا جنگ تن به تن میان ونداد هرمز و سالم فرغانی بی‌نتیجه باقی ماند و با رسیدن شب از پیکار دست کشیدند. ونداد هرمز به هرمزآباد بازگشت و داوطلبی برای نبرد با سالم فرغانی طلب کرد که فرزندش، وندا امید، آن را پذیرفت و با ترغیب دایی خود، کوهیار، از بی‌راهه خود را به لشکر سالم رساند. دیدبان سالم لشکریان وندا امید را دید و نبرد تن‌به‌تن درگرفت که وندا امید در آن سالم فرغانی را شکست داد و کشت. یعقوبی گفته‌است «شروین به اطاعت مهدی خلیفه گردن نهاد» که به نظر روایتی اشتباه است.

گرچه جلگه‌های طبرستان و جرجان (سبز) پس از خودکشی اسپهبد خورشید، به دست والیان عباسی کنترل می‌شد؛ اما اسپهبدان محلی در نواحی کوهستانی طبرستان و دیلمان (سرخ) حکومت خود را سال‌های سال نگهداشتند. شورش طبرستان در نواحی روشن‌تر به وقوع پیوست و نواحی تیره در کنترل خلافت ماند.

خلیفه در ادامهٔ سال ۱۶۹ هجری، «فراشه» را با ده هزار نفر راهی طبرستان کرد. چون فراشه به ری رسید، افرادی توسط خالد برمک به لشکرش ملحق شدند و از راه لاویج به سوی طبرستان حرکت کردند. ونداد هرمز که جاسوسانی در ری داشت، از این لشکرکشی مطلع شد و دستور داد کسی در مسیر آن ممانعتی به عمل نیاورد تا لشکریان فراشه دلیر شوند و همچنین فرمان داد چهارصد طبل و بوق تهیه کردند و چهار هزار نفر از مردان و زنان را با تبر و اره به دو سوی تنگهٔ لاویج فرستاد. حسین اسلامی، مورخ معاصر، می‌گوید ونداد هرمز در دربند (تنگه) کولا پناه گرفته بود و در نامه‌ای از اسپهبد شروین دعوت کرد به بازدید از سنگر او بیاید ولی شروین باوندی به دربند کولا نرفت تا فراشه گمان کند که او در جنگ بی‌طرف است ولی در عین حال از کمک به ونداد هرمزد مضایقه نکرد. ونداد هرمز همراه صد الی چهارصد نفر به سمت لشکریان فراشه رفت و آن‌ها را به سوی کمین‌گاه کشاند. چون لشکریان فراشه وارد کمین شدند، صدای بوق و طبل در تنگه بالا گرفت و درخت‌هایی که آماده کرده‌بودند را به پایین ریختند تا خروجی کمین‌گاه بسته شود. دو هزار نفر از لشکر فراشه کشته شدند و باقی به اسارت درآمدند. فراشه نیز در ملأ عام گردن زده شد. حضور زنان در میان سواره‌های ونداد هرمز، در این نبرد مورد توجه است. ونداد هرمز کلاه و لباس فراشه را به تن کرد و شمشیرش را به کمر خود بست. وی با آن که اسپهبد شروین در این نبرد شرکت نکرده‌بود، او را در غنائم شریک کرد و یک‌سوم از غنائم را برای او فرستاد. بنا بر گزارش ابن اسفندیار، اسپهبد پس از مرگ فراشه، اسیران را آزاد کرد.
مهدی پس از آن روح بن حاتم را برای سرکوب شورشیان فرستاد. روح بن حاتم مردی تندخو بود و مردم را به اسیری می‌گرفت و می‌فروخت. مردم از وی نزد خلیفه شکایت کردند و خلیفه این بار خالد بن برمک را راهی منطقه کرد. خالد از خاندان برمکیان بود که تباری ایرانی داشتند و پیش از این هم مدتی والی طبرستان بود. با ورود وی مردم ساری به استقبالش رفتند. خالد با ونداد هرمز صلح نمود و با طبرستانی‌ها مدارا می‌کرد. خلیفه او را نیز عزل کرد زیرا عملاً نیروهای ونداد هرمز بر نیروهای او مسلط بودند. پس از خروج خالد بن برمک، اسپهبدان پایگاه‌هایی که او در کوهستان ساخته بود را ویران کردند و شورش خود را از سر گرفتند.
پس از خالد برمکی، عمر بن علاء حکم طبرستان گرفت. وی که برای سومین بار راهی این منطقه می‌شد، توانست کوهستان را از ونداد هرمز بستاند و او مجبور شد در جنگل‌ها مخفی شود. یکی از یاران ونداد هرمز توسط عمر بن علاء دستگیر شد و وعده داد که مخفیگاه او را نشان دهد، ولی ونداد هرمز را از لشکرکشی عمر مطلع کرد و لشکریان خلیفه در نبردی شکست خوردند و عمر از معرکه گریخت. لذا عمر بن علاء نیز عزل شد و پس از او افرادی چون تمیم بن سنان، یزید بن مزید و حسن بن قحطبه به منطقه اعزام شدند. تمیم راه صلح پیش گرفت و دو دیگر علی‌رغم موفقیت‌های نظامی نتوانستند ونداد هرمز را دستگیر کنند. نهایتاً خلیفه فرزند و جانشین خود، ابومحمد موسی هادی، را فرستاد.

### رویکرد هادی عباسی
هادی ابتدا در گرگان با ونداد هرمز آتش‌بس نمود و او را ملاقات کرد و کوهستان را به او سپرد. سپس با همدیگر به بغداد رفتند و هادی با مرگ پدرش، خلیفه شد. پس از مدتی که بدین منوال گذشت، ونداسفان، برادر ونداد هرمز، شخصی تازه‌مسلمان را در گرگان کشت که موجب خشم خلیفه شد. خلیفه ابتدا خواستار اعدام ونداد هرمز به عنوان قصاص آن شخص شد ولی ونداد هرمز با حضور در آتشکده‌ای سوگند خورد تا در ازای بازگشت به طبرستان، برادرش را برای قصاص سر بریده و نزد خلیفه آورد. هادی پذیرفت و ونداد هرمز در نامه‌ای به برادرش از او خواست به جایی رود که هیچگاه او را نبیند تا مجبور نشود سوگندش را اعمال کند. مدت اندکی پس از آن هادی درگذشت و در ربیع‌الاول ۱۷۰ هجری فرزندش، هارون‌الرشید، به خلافت رسید.

## قیام دوم طبرستان

### قیام سال ۱۸۰ هجری

ولایات تحت قیادت خلافت عباسی در زمان هارون‌الرشید

قیام دوم طبرستانزمانی شکل گرفت که در سال ۱۸۰ هجری قمری، مردم چالوس با همراهی رویان علیه والی خلیفه، عبدالله حازم، شورش کردند و نایب او، به نام سلّام، معروف به «سیاه مرد»، را از شهر بیرون راندند و با مردم دیلم هم‌پیمان شدند. دلیل این شورش روابط جنسی سلام بود که مردم را به رهبری یک قاضی محلی به قیام کشانید. عبدالله حازم با شنیدن خبر به چالوس رفت و ضمن اعدام قاضی محلی، شورشیان را قتل‌عام کرد. طبق گزارش اولیاءالله آملی، عبدالله حازم با عنوان دادرسی یکی-یکی مخالفان را به حضور می‌طلبید و مخفیانه گردن می‌زد؛ تا آنجا که در پایان روز تمامی شورشیان به قتل رسیدند. او همچنین چالوس را ویران کرد و متعلقات مردم را به زور گرفت. سپس به سعیدآباد رفت و کسانی که در قلعه پناه گرفته بودند را از دم کشت. پس از این وقایع والیانی از خاندان برمکیان به ولایت طبرستان منصوب شدند. هارون‌الرشید مدتی بعد علیه این خاندان خشم گرفت و تمامی برمکیان را عزل کرد. ابن اسفندیار و بلاذری از دست‌اندازی یحیی و موسی برمکی در املاک مردم، در این دوره گزارش کرده‌اند. لیکن با وجود وزارت فضل و جعفر برمکی در دربار خلیفه، کسی جرئت عرضهٔ اخبار طبرستان به بغداد را نداشت.

از تمیشه تا رویان بی‌اجازت ایشان کسی از هامون پای به بالا نتوانستی نهاد. همه کهستان‌ها به تصرف ایشان بود و مسلمانان را چون وفات رسیدی، نگذاشتندی به خاک ولایت ایشان دفن کنند.

ابن اسفندیار، تاریخ طبرستان
جلد اول، ص ۲۱۵.
پس از برمکی‌ها، خلیفه بن سعید به نمایندگی از خلیفه عباسی وارد طبرستان شد و در گرگان جلوس نمود. وی مَهرویه رازی را در آمل و نافع را در ساری به نیابت از خود گماشت. در این هنگام اسپهبد شروین و ونداد هرمز شبانه به ساری حمله کردند و نافع را کشتند ولی از کشتن عامل دربار خلیفه، که در ساری بود، امتناع کردند. وی در نامه‌ای به مهرویه رازی از این شورش اطلاع داد و گفت اهالی طبرستان قصد انقلاب دیگری دارند. مهرویه رازی نامه را بلند خواند و در آخر گفت «آملی‌های سیرخور کجا توان و لیاقت شورش علیه حکومت من را دارند». این توهین و تحقیر موجب قیام مردم آمل شد و آن‌ها شبانه به قصر فرمانداری حمله کردند و سر مهرویه را بریدند و جسدش را سر بازار آمل آویختند و بر تخت حکومتش دسته‌ای سیر گذاشتند. این رخداد در ۱۸۵ هجری پایان پذیرفت و از آنجا که در هیچ‌کدام از شورش‌های یادشده سرقتی روی نداد و تجاوزی به اموال و دارایی‌های فرمانداری‌ها نشد، هارون‌الرشید تنها اقدام به عزل فرماندار طبرستان و جایگزینی عبدالله بن سعید نمود.

### خاموش شدن آتش طبرستان

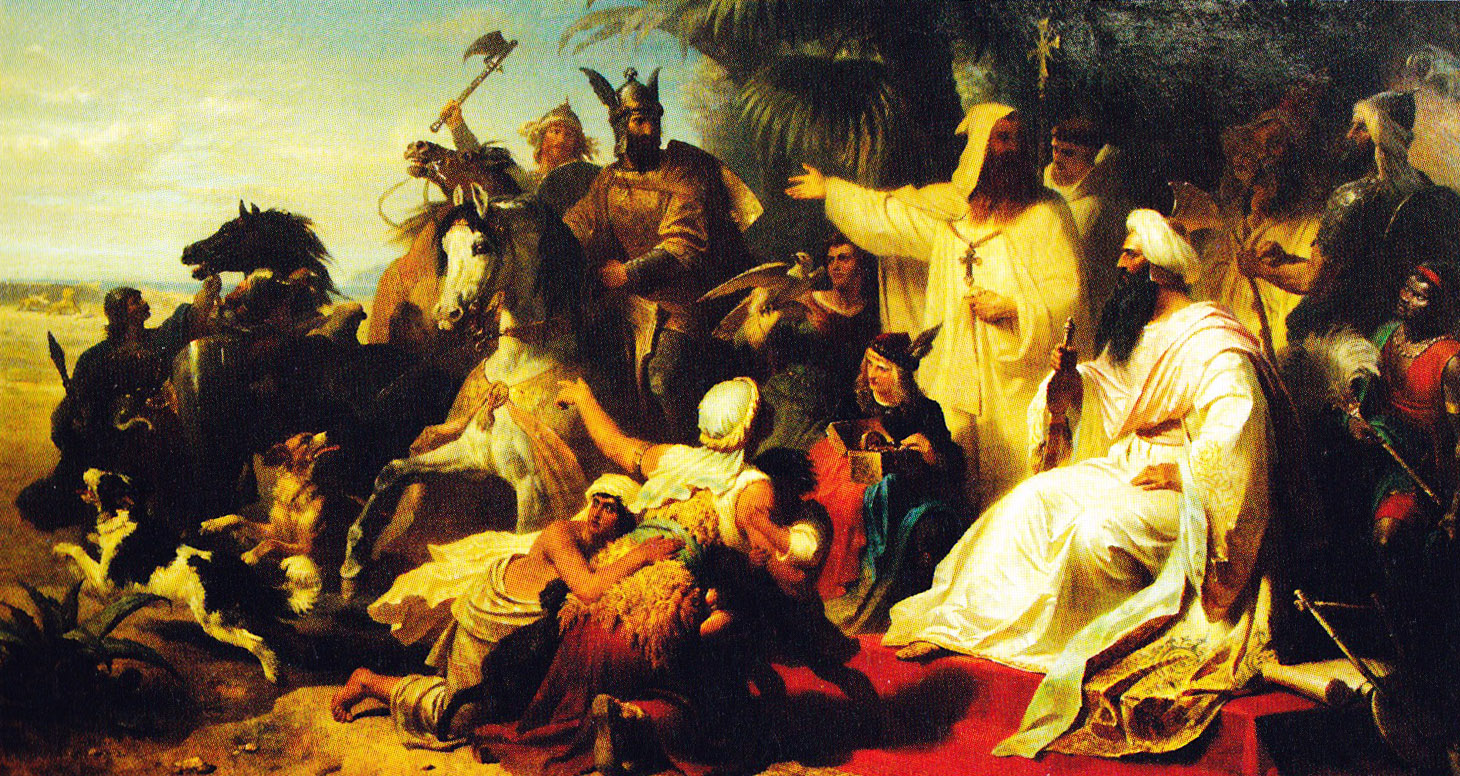
هارون‌الرشید از مشهورترین خلیفه‌های عباسی است که در دوران خلافتش بغداد به اوج شکوه و زیبایی خود رسید. هارون‌الرشید با حاکمان دیگر کشورها، از چین تا اروپا، روابط حسنه ایجاد کرد. (در نقاشی فوق ملاقات خیالی هارون‌الرشید و شارلمانی، بانی امپراتوری مقدس روم، را مشاهده می‌کنید)

پس از حضور عبدالله بن سعید به طبرستان، وی با استقبال مردم مواجه شد و سه سال و چهار ماه والی طبرستان بود. وی قاتلان مهرویه رازی را دستگیر و راهی بغداد کرد و در سال ۱۸۷ هجری اقدام به جمع‌آوری خراج کرد. در این سال ونداد اسپان، برادر ونداد هرمز، در سوادکوه نتوانست حضور عمال او را تحمل کند و جعفر بن هارون را که برای گردآوری مالیات آمده‌بود، با زوبین از پای درآورد. هارون‌الرشید شخصاً به شهر ری آمد و عبدالله بن سعید را به حضور طلبید. سپس سیصد نفر را به نمایندگانی به طبرستان فرستاد تا دربارهٔ این حادثه تحقیق کنند. پس از پانزده روز تحقیق گزارش را به هارون ارائه دادند و گفتند که اقدام ونداد اسپان عملی برنامه‌ریزی شده نبود و حادثه‌ای خودسرانه از یک شاهزاده است و چون وی با برادرش مخالف است، نمی‌توان این عمل را به ونداد هرمز مرتبط دانست. هارون‌الرشید قانع نشد و اسپهبدان باوندی و قارنوندی را به حضور طلبید ولی اسپهبدان برای رفتن نزد وی، تقاضای گروگان کردند. هارون نپذیرفت و گفت «چگونه می‌تواند مسلمانی را به گروگان نزد زرتشتیان بفرستد؟» لذا با تهدید به شروع جنگ، ونداد هرمز به حضور خلیفه رسید و گفت هر حکمی باشد، به اسپهبد شروین نیز می‌رساند، زیرا او به بهانهٔ کسالت عازم ملاقات نشده‌بود. در ابتدا عباسیان قصد قتل ونداد هرمز را داشتند، ولی نهایتاً قرار بر این شد که هارون‌الرشید فرزند خود را نزد ونداد هرمز بفرستد تا او زمین‌هایش را به وی بخشد؛ چنین شد و هارون‌الرشید هدایایی در عوض نزد ونداد هرمز فرستاد که او را ناراحت کرد. ونداد هرمز از هارون‌الرشید خواست به جای هدایا، حکمی‌دهد تا دیگر از عبدالله بن سعید دستور نگیرد. هارون «هَرثمه» را فرستاد تا در ازای این حُکم ولیعهدهای دو اسپهبد را در سال ۱۸۹ به بغداد آورد.
ونداد هرمز که نپذیرفته بود زمین‌هایش را به خلیفه بفروشد و فروش زمین کشاورزی و چراگاه را در آیین خود گناه می‌دانست، ناچار شد سیصد پارچه آبادی را در قالب هدیه، به نام مأمون پسر هارون‌الرشید کند و اینچنین خلافت عباسی در بخش کوهستانی طبرستان هم مالک گردید. پس از صلح طرفین، هارون‌الرشید شخصی به نام عبدالله بن مالک را والی طبرستان معرفی کرده و دستور داد به جز نواحی کوهستانی، دیگر متصرفات ونداد هرمز و شروین را بگیرد.
نهایتاً هارون‌الرشید با زیرکی توانسته بود دو تن از فرزندان اسپهبدان را نزد خود گروگان بگیرد. این دو نفر قارن پسر وندا امید و شهریار پسر شروین بودند، که خلیفه آن‌ها را به دربار خود بُرد و با احترام نزد خود نگهداشت تا پدرانشان در طبرستان دست به شورش نزنند. تا چهار سال بعد این دو گروگان نزد خلیفه ماندند. این دو پسر که در زمان سفر هارون به ایران همراه او بودند، وقتی هارون در ری «رنجور» شد، با اجازهٔ او به سرزمین خود بازگشتند و مدتی بعد هم‌زمان با مرگ هارون‌الرشید، پدران آن دو نیز مُردند و آن‌ها به فرمانروایی بخش‌هایی از کوه‌های طبرستان رسیدند. این دو اسپهبد نیز رشتهٔ دوستی را نگسستند و قارن در اطاعت شهریار باوندی بود.

## میراث

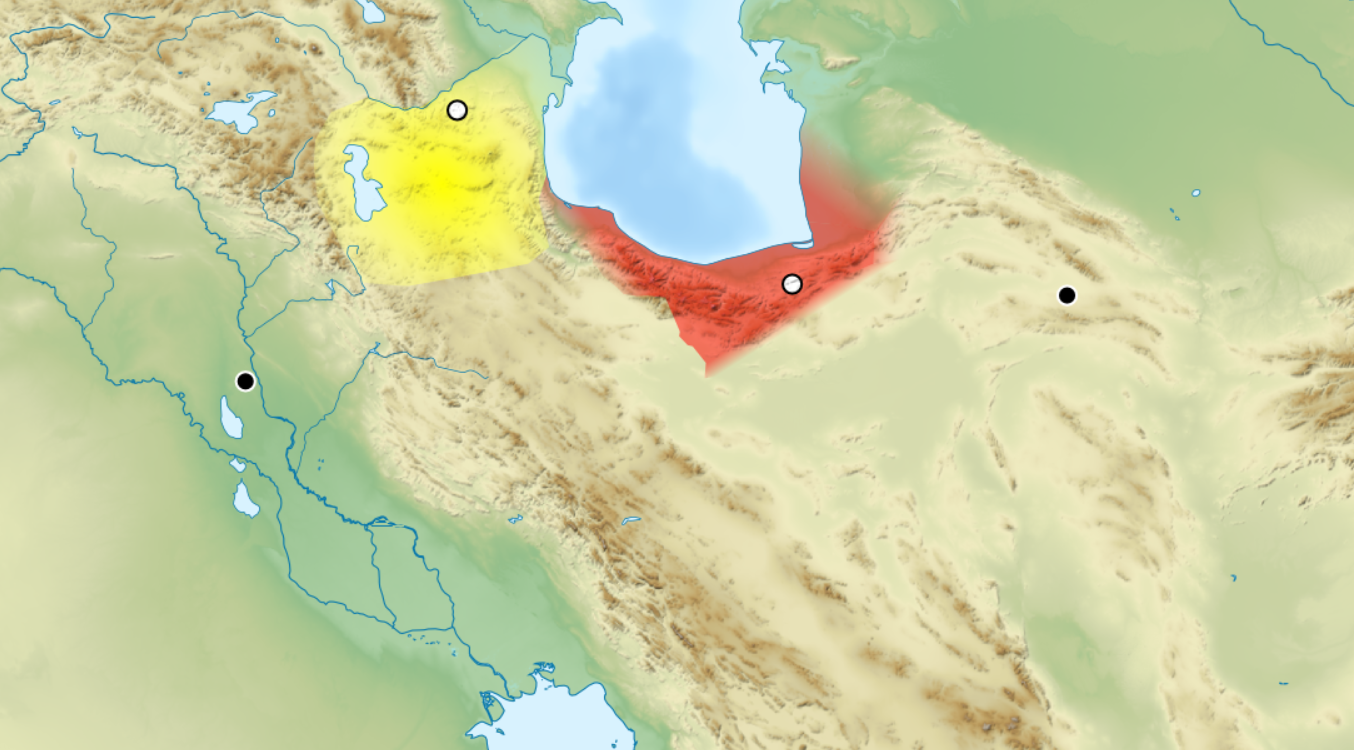
رنگ سرخ نشان‌دهنده طبرستان است که مازیار در آن به حکومت و شورش پرداخت. مناطق زرد رنگ نیز نشانگر آذربایجان در زمان شورش بابک خرمدین است. مازیار با بابک ارتباط داشت و نهایتاً هر دو در زمان معتصم دستگیرشده و در پایتخت خلافت شکنجه و اعدام شدند.

ونداد هرمز در سال ۲۰۵ هجری، در زمان خلافت مأمون، درگذشت؛ این تاریخ ۴۲ سال پس از آغاز شورش است. پس از او قارن دوم به اسپهبدی قارنوندیان رسید و با شهریار یکم از خاندان باوند معاصر بود و با حضور در خدمت خلیفه توانست مقرب درگاه عباسی قرار گیرد. با مرگ اسپهبد قارن باوندیان در قلمرو جانشین او، مازیار، تصرف کردند و مازیار نهایتاً به دامان خلافت گریخت و مسلمان شد. با مرگ شهریار و جانشینی شاپور باوندی، نارضایتی از باوندیان در طبرستان بالا گرفت و مأمون، مازیار را همراه با «موسی بن حفص» فرمان طبرستان داد. مازیار باوندیان را در جنگی ساقط کرد و شاپور را کشت. او با مرگ موسی بن حفص به قلمرو خلافت نیز تجاوز کرد و با نامه‌نگاری‌های فریبکارانه، سرکوب مخالفان و برپایی استحکامات دفاعی، به اعمال خود مبادرت ورزید. پس از مرگ مأمون و تغییر خلیفه، مازیار از دین اسلام بازگشت و علم قیام علیه خلافت برپا کرد. او در ۲۲۵ هجری توسط عمال خلیفه، معتصم، اعدام شد و دودمان قارنوندیان با مرگ او قلمرو خود را از دست داد. 
در زمان حکومت طاهریان، که خاندانی ایرانی‌تبار ولی تابع دستگاه خلافت بودند، طبرستان به شکل یک استان در ولایت خراسان بزرگ درآمد. حاکمان طاهری پس از سرکوب شورش مازیار دارایی او را مصادره کردند و بستگانش آواره و کشته شدند. مردم طبرستان با عوامل طاهری نیز کنار نیامدند، چون طاهریان را مستقل نمی‌دانستند و آنان را وابسته و عامل خلیفه می‌دیدند. اندیشۀ احیای امپراتوری ایران کماکان وجود داشت و این میراث بعدها به مرداویج زیاری رسید. به قول برتولد اشپولر، خاورشناس آلمانی، کرانه‌های جنوبی دریای مازندران تا چندی «مرکز خودآگاهی ملی ایران باستان» بود.
از طرفی سادات علوی، که مذهب تشیع داشتند، از سمت غرب طبرستان بستر جنبشی شیعی را فراهم می‌کردند. بسترهای درونی و بیرونی جنبش علوی در خلال دو قرن شکل گرفت و کماکان گسترش می‌یافت. در زمان هارون‌الرشید یحیی بن عبدالله در دیلمستان قیام کرد و حاکم جستانی از او حمایت کرد. ولی با اعزام ۵۰٬۰۰۰ سرباز از بغداد، حاضر به پذیرش صلح شد. در سال ۲۵۰ هجری مردم غرب طبرستان از یک علوی، به نام حسن بن زید، دعوت کردند تا رهبری قیامشان را به عهده گیرد. وی، که به داعی کبیر معروف است، با پذیرش این دعوت حکومت علویان طبرستان را در کلار بنیان نهاد. مردم غالباً زرتشتی شرق طبرستان ابتدا با انگیزه‌های صرفاً سیاسی علویان را پذیرفتند ولی تدریجاً جذب مذهب تشیع شدند. حسین اسلامی دربارهٔ این واقعه می‌گوید: «مردم طبرستان از دست خودشان خسته شدند؛ دنبال بیگانه (عرب) رفتند.»

## منبع‌شناسی

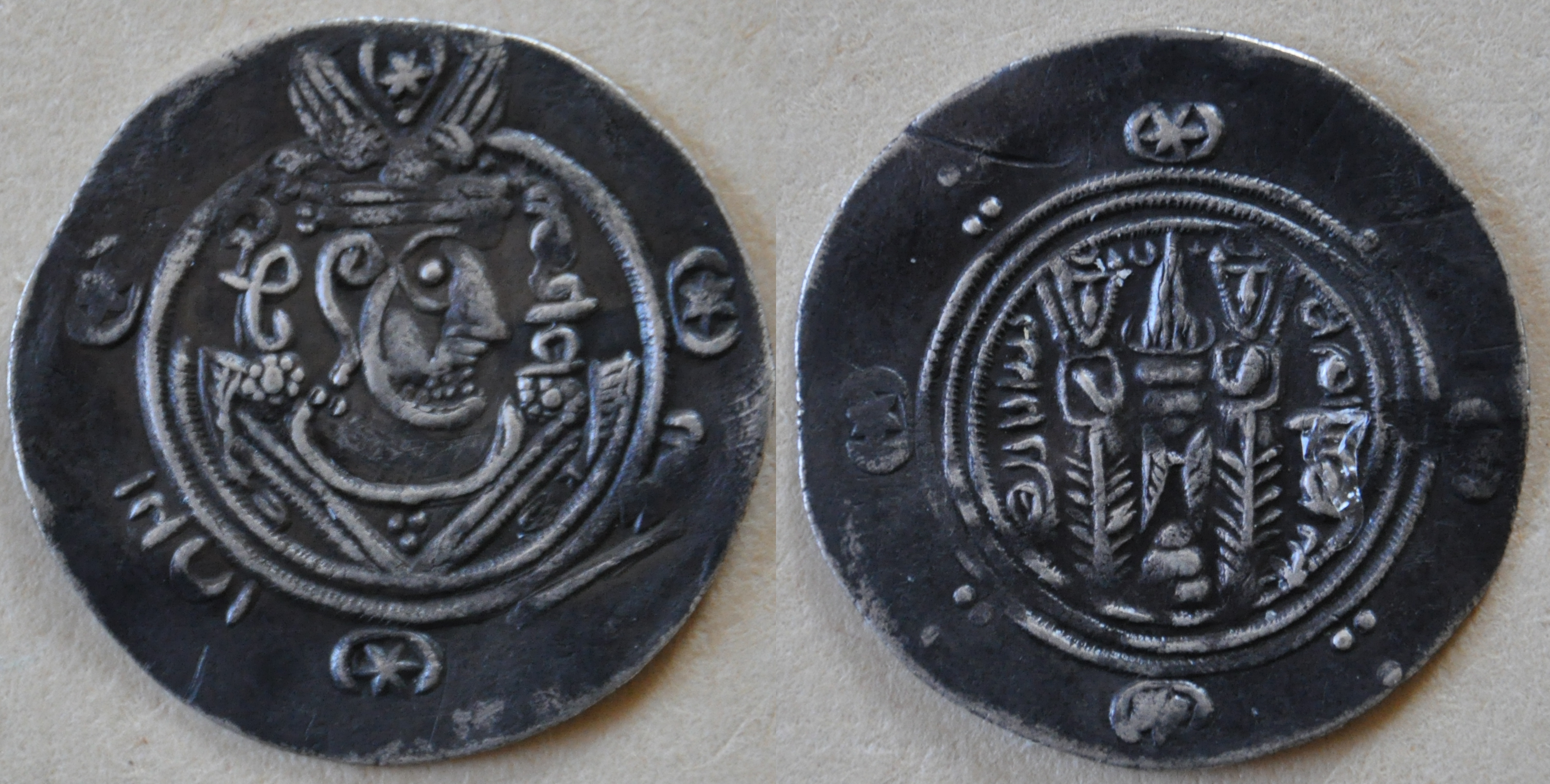
ضرب سکه‌های عربی-ساسانی در دوران والیان عباسی با الگوبرداری از سکه‌های سبک ساسانی طبرستان رواج داشت و از این سکه‌ها می‌توان به عنوان یکی از منابع غیرمکتوب بهره جست.

ابن اسفندیار در اوایل قرن هفتم کتاب تاریخ طبرستان را نوشت. این کتاب دارای اطلاعات بسیار ارزشمندی دربارهٔ تاریخ محلی مازندران است و از این رو ابن اسفندیار را «پدر تاریخ مازندران» لقب داده‌اند. گزارش‌های کتاب تاریخ طبرستان در مورد طبرستان پس از اسلام و اطلاعات تاریخی و جغرافیایی آن ارزشمند و مستند هستند. تاریخ طبرستان در اصل در قالب چهار جلد تألیف شده‌بود، لیکن قسمت‌های پایانی آن امروزه در دسترس نیست. ابن اسفندیار علی‌رغم علاقه‌ای که به حفظ تاریخ نشان داده‌است، به هویت قومی و ملی خود نیز گرایش دارد؛ این مسئله را می‌توان در قرار دادن نامه تنسر در سرآغاز کتابش، پیوند دادن تاریخ طبرستان و شاهان آن سامان با دوران ساسانیان، ذکر اسامی مشاهیر و عجایب طبرستان، استفادهٔ مکرر از شعرهای طبری و استفاده از لغت «تازی» به جای «عرب» استنباط نمود. گویا ابن اسفندیار قوای خارجی که به طبرستان لشکر کشیده و آن را اشغال کردند، به دیدهٔ دشمن می‌نگرد؛ چنان‌که ایرانیکا گزارش مفصل او از شورش طبرستان علیه عرب‌ها را نشان‌دهندهٔ دغدغه‌های ابن اسفندیار نسبت به وطنش می‌داند. 
دیگر مورخ مازندرانی، اولیاءالله آملی است که در سدهٔ هشتم هجری، کتاب تاریخ رویان را نوشت. بخش گسترده‌ای از این کتاب برگرفته از مطالبی است که ابن‌اسفندیار در کتاب خود آورده بود و اولیاءالله با ذکر منبع خود، قسمت‌های بسیاری را عیناً رونویسی کرده‌است؛ اما او هیچ مطلبی را بدون تحقیق نقل نکرد و به مواردی از اشتباهات ابن اسفندیار نیز اشاره نمود. تاریخ رویان در هشت باب نوشته شده که سومین باب آن «ورود اسلام به رویان و حکومت نواب و خلفا و علویان» را شرح داده‌است.
همچنین جدای از منابع تاریخ محلی مازندران، از جمله نخستین مورخانی که به شورش طبرستان اشاره کرده‌اند، بلاذری و طبری هستند؛ بلاذری (متوفی حدود ۲۷۹ هجری)، مورخ فارسی که به نظر می‌رسد که بیشتر با اعراب احساس همدردی داشت و در دربار خلفای متوکل و مستعین زندگی می‌کرد، در کتاب فتوح‌البلدان گزارش‌های فتوحات اسلامی خلفا را آورده‌است. خود این اثر برداشتی از یک کتاب بزرگ‌تر بود که اکنون از بین رفته‌است. محمد بن جریر طبری (متوفی ۳۱۰ هجری)، مورخ عرب‌زبان اهل طبرستان که کتاب تاریخ طبری را به صورت یک گاهشمار نوشته‌است و در آن به ترتیب وقوع حوادث، از دوران خلقت تا سال ۳۰۲ هجری رخدادهای گوناگون را با جزئیات فراوان ثبت کرده‌است.

## مطالعهٔ بیشتر
- «اوضاع سیاسی طبرستان تا نیمهٔ قرن سوم هجری». آفتاب. بایگانی‌شده از اصلی در ۱۳ ژوئن ۲۰۰۸. دریافت‌شده در ۲۵ شهریور ۱۳۸۹.